# 曾达乡
曾达乡，是中华人民共和国四川省阿坝藏族羌族自治州金川县下辖的一个乡镇级行政单位。

## 行政区划
曾达乡下辖以下地区：
曾达村、野足沟村、木尔都村、坛罐窑村、倪家坪村、海子坪村和大沟村。